# Bunium brachyactis
Bunium brachyactis är en flockblommig växtart som beskrevs av H.Wolff. Bunium brachyactis ingår i släktet jordkastanjer, och familjen flockblommiga växter. Inga underarter finns listade i Catalogue of Life.